# Jičíněves (zámek)
Zámek Jičíněves se nachází v okrese Jičín na kopci na severovýchodním okraji obce Jičíněves. Zdaleka viditelný třípatrový barokní zámek, majetek rodiny Šliků, je od roku 1964 kulturní památkou.

## Historie
Jičíněves byla na počátku 17. století samostatným panstvím, připojeným k hradu Veliši. Toto panství a postupně i další majetky na Jičínsku získal po smrti Albrechta z Valdštejna (v roce 1634) Jindřich Šlik (1580–1650). František Josef Šlik pak nechal postavit v letech 1715–1717 v Jičíněvsi zámek (návrh snad pochází z dílny Jeana Baptiste Matheye, který už ale v době stavby nebyl naživu).
V roce 1730 byla k zámku přistavěna kaple sv. Antonína Paduánského a sv. Kříže, rozšířená v letech 1827–1830 a 1911.
Zámek sloužil jako lovecký a jako rodinné sídlo Šliků, kteří ho užívali střídavě s nedalekým zámkem v Kopidlně. V areálu zámku sídlila také panská správa. Po roce 1948 byl majetek Šliků vyvlastněn a zámek byl využíván jako ubytovací zařízení pro různé vzdělávací instituce. V roce 1992 byl rodině Šliků restituován.

## Popis

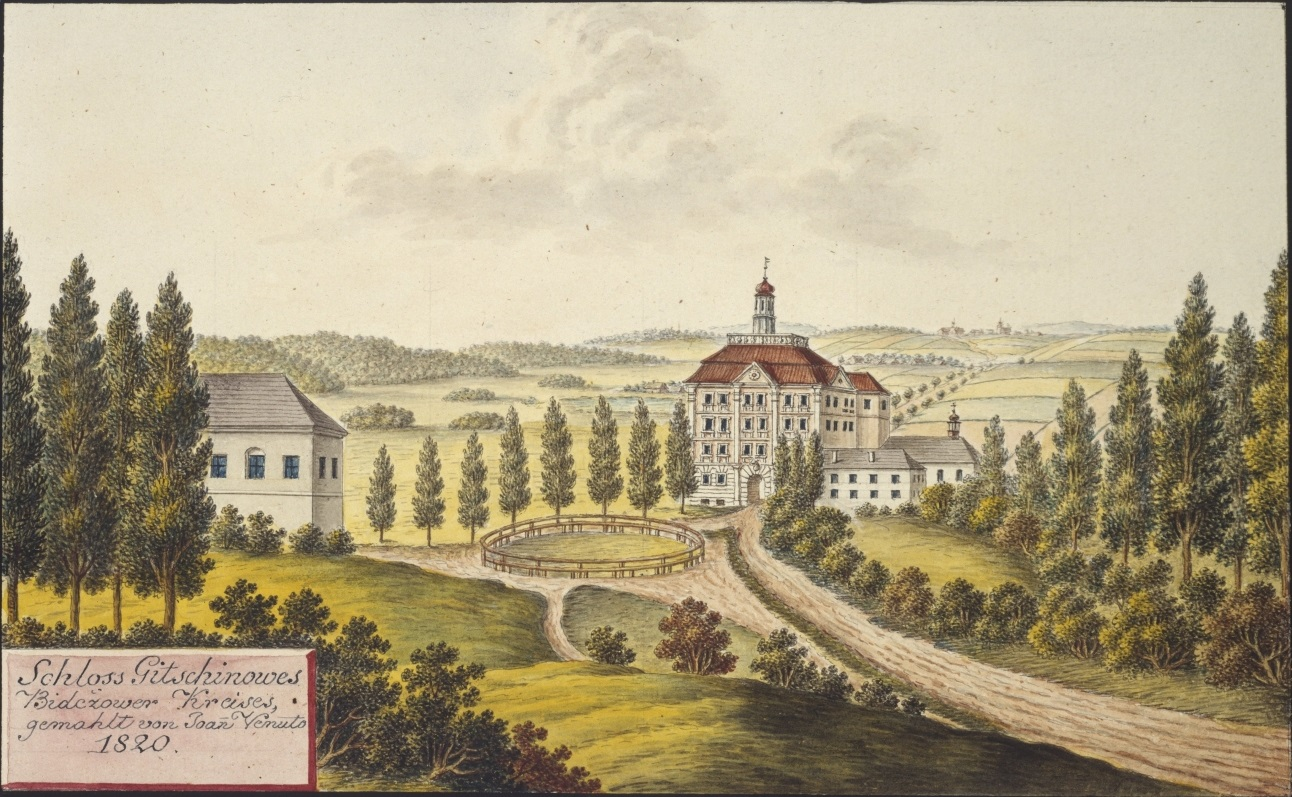
Zámek a jeho okolí v roce 1820

Hlavní budova zámku je třípatrová barokní stavba s přibližně čtvercovým půdorysem. Uprostřed mansardové střechy je věžička.
Na západní roh hlavní budovy navazuje jednolodní kaple a severozápadní jednopatrové křídlo.
Ve svahu před jihozápadním průčelím jsou hospodářské budovy, severovýchodně od zámku se dochoval přízemní empírový pavilon, snad dílo Heinricha Kocha. Na západ, na sever a na východ od zámku je krajinářský park o rozloze 8,8 ha, který vznikl v 19. století. Jižně od zámku je dvouhektarový Zámecký rybník.

## Zajímavost
Téměř 7 km dlouhou cestu mezi zámkem v Jičíněvsi a zámkem v Kopidlně kdysi lemovala alej topolů.